# 観音寺 (加須市多門寺)
観音寺（かんのんじ）は、埼玉県加須市にある真言宗智山派の寺院。

## 歴史
慶長年間（1596年 - 1615年）、法印伝光によって開山された。当初は利根川の堤防上にある観音堂であったが、後に現在地に移転した。
1836年（天保7年）、花火の火の粉が堂宇に燃え移り焼失してしまった。その後に再建されたが、1923年（大正12年）の関東大震災で大破、1936年（昭和11年）にようやく再建された。
当寺には江戸幕府初代将軍徳川家康の側室の於万の方の像や位牌がある。当地は於万の方の実家である旗本正木家の所領である。明治維新後、徳川宗家は静岡藩70万石に封ぜられた。正木家は主家の徳川宗家を慕い、無禄覚悟で静岡藩士となった。その後、廃藩置県と秩禄処分と当主死去という不運が重なり、困窮した正木家は旧所領の豪農の綱野家を頼って当地に移住した。その後、正木家は絶家となり、面倒を見ていた綱野家は正木家の遺品を当寺に寄進することになったのである。

## 文化財
- 於万の方の像（加須市指定有形文化財 昭和61年3月13日指定）[3]

## 交通アクセス
- 花崎駅より徒歩34分。